# الغابة الملتوية

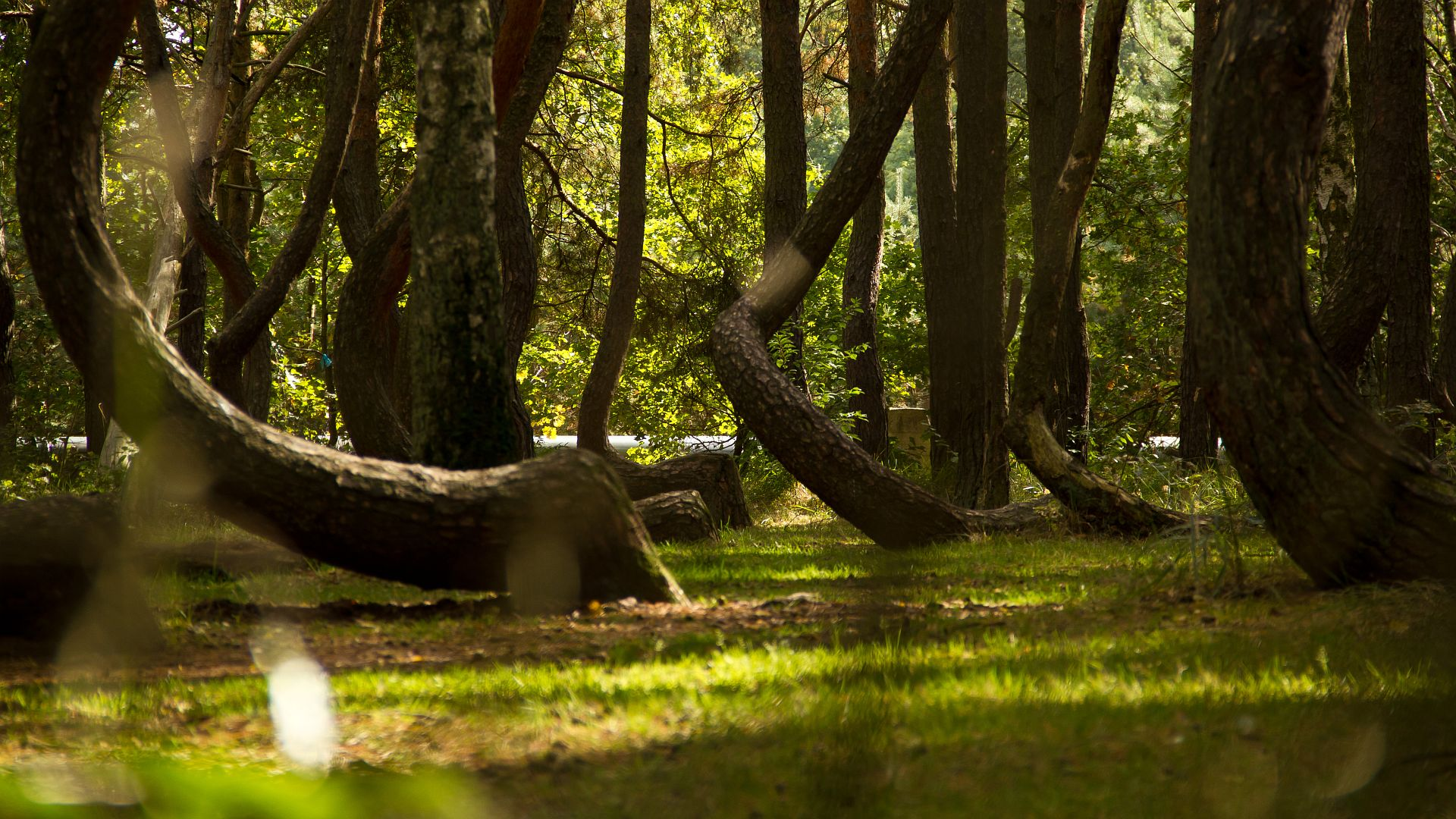
الغابة الملتوية، نوي تشارنوفو

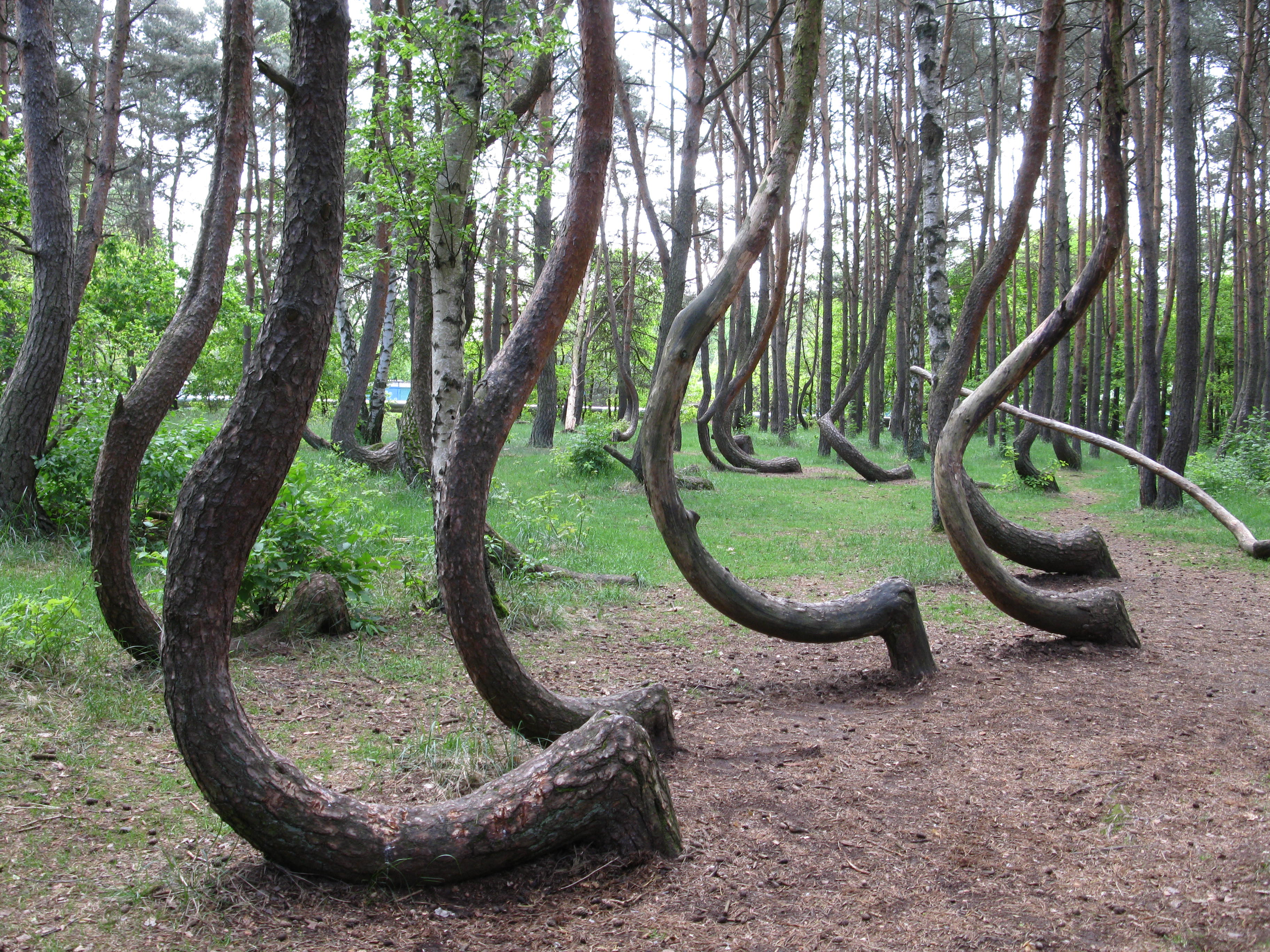
الغابة الملتوية

الغابة الملتوية (بالبولندية: Krzywy Las)‏ هي عبارة عن بستان طبيعي مكون من أشجار صنوبر ذات شكل غريب، تقع خارج منطقة نو تشارنوفو بالقرب من بلدة غريفينو في محافظة غرب بوميرانيا، بولندا.
زرع هذا البستان عام 1930 بحوالي 100 شجرة، حيث كان الموقع حينئذ لا يزال ضمن مقاطعة جمهورية فايمار في بوميرانيا. تنحني كل شجرة من أشجار الصنوبر في هذا البستان بشكلٍ حاد إلى الشمال فوق مستوى الأرض مباشرة، ثم تنحني إلى وضعٍ مستقيم بعد الانحناء الجانبي على ارتفاعات تتراوح بين 3 و9 إنشات. يعتقد بأنه استخدمت بعض الأدوات أو التقنيات البشرية لجعل الأشجار تنمو بهذه الطريقة. لكن الدوافع والطريقة غير معروفة حتى الآن. ثمة تكهّن بأن الأشجار قد شوّهت بهذه الطريقة لصنع أخشاب منحنية بشكلٍ طبيعي لاستخدامها في صنع الأثاث وبناء القوارب. يظن آخرون أن عاصفة ثلجية قد تكون ضربت الأشجار وتسببت بانحنائها بهذا الشكل، لكن لغاية الآن لا أحد يعرف ما حدث لهذه الصنوبرات.

## وصلات خارجية
- صفحة السياحة البولندية عن الغابة الملتوية (بالبولندية)